# 阮熾

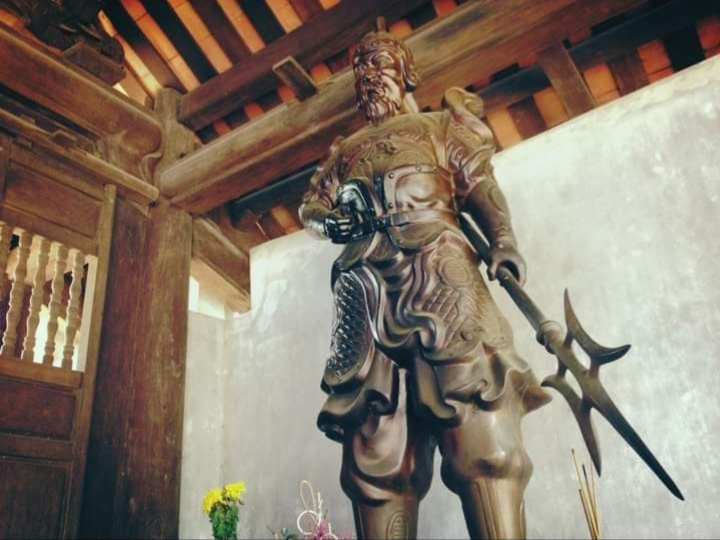
阮熾

阮熾（越南语：／，1396年—1465年），越南後黎朝初期大臣和外戚。
阮熾出生在今天的乂安省宜祿縣，祖籍是在河靜省宜春縣。1405年阮熾的父親被殺，他前往投奔黎利，黎利將他視如己子。1418年黎利發起反抗明朝的藍山起義，他也參加，時年22歲。
1426年藍山起義軍北伐，阮熾原本負責鎮守清潭（今青池縣）。後因李篆被明將王通擊敗，阮熾與丁禮一起率兵3000人馳援。在萃洞（在美良縣）和祝洞（在彰德縣）設伏，誘敵深入，大破明軍，擊斃尚書陳洽和內官李亮，這就是崒洞祝洞之戰。此後，乘勝包圍了東關城（今河內市）。王通被迫向起義軍乞和，願以全師而退，得到黎利的同意。但投靠明朝的越南人陳封、梁汝笏等人，以中國軍隊在白藤江三次大敗來勸說王通，聲稱這是黎利要在明軍撤退期間重演歷史。王通便暗中修建城壘，並派人向明廷求援。送信人被黎利捕獲後，黎利大怒，下令繼續攻擊明軍。王通出擊藍山軍的將領黎阮於西扶烈（在青池縣），阮熾與丁禮率兵救援，因兵少，在途中遭到王通夾擊，丁禮被殺，阮熾逃脫。在此後的東關城之戰中，阮熾同范問、黎魁一起，率領鐵突軍大敗明軍，擒其將黃福、崔聚。
後黎朝建立之後，阮熾被列為功臣。1429年，獲封縣侯。1442年，黎太宗逝世後，與鄭可一起奉命輔佐黎仁宗。仁宗年幼，以皇太后阮氏英攝政，而阮氏英正是阮熾的女兒。但阮氏英與專權的鄭可之間矛盾日趨尖銳，便聯合阮熾與丁列，將鄭可處決。
1459年，黎仁宗的兄長黎宜民篡位，殺害仁宗和皇太后。六個月後，阮熾聯合丁列等人先將范屯、潘般誅殺於議事堂，而後關閉城門，捕殺黎宜民，擁立太宗的庶子黎聖宗登上皇位。
1463年，阮熾被任命為太尉。1465年逝世，諡義武。